# Parhyale darvishi
Parhyale darvishi is een vlokreeftensoort uit de familie van de Hyalidae. De wetenschappelijke naam van de soort is voor het eerst geldig gepubliceerd in 2016 door Momtazi en Maghsoudlou.